# Балка Велика кам'яна
Ба́лка Вели́ка кам'яна́ — комплексна пам'ятка природи місцевого значення в Україні. Розташована на території Оріхівського району Запорізької області, біля села Новоданилівка. 
Площа 5 га. Статус присвоєно згідно з рішенням Запорізького обласного виконавчого комітету від 25.05.1984 року № 315. Перебуває у віданні: Новоданилівська сільська рада.